# Søren Jensen (voetballer, 1984)
Søren Kolbye Jensen (Aarhus, 1 maart 1984) is een Deens voetballer (verdediger) die sinds 2011 voor de Deense eersteklasser AC Horsens uitkomt. Daarvoor speelde hij onder meer voor Viborg FF, Odense BK en Randers FC.
Jensen speelde in 2006 enkele wedstrijden voor de Deense U-21.